# Muhamed Pašalić
Pour les articles homonymes, voir Pašalić.
Muhamed Pašalić, né le 27 août 1987, à Sarajevo, en République socialiste de Bosnie-Herzégovine, est un joueur bosnien de basket-ball. Il évolue au poste d'arrière.